# Provincia del Kasai
La provincia del Kasai, (francese: Province du Kasai) è una delle 26 province della Repubblica Democratica del Congo. Il suo capoluogo è la città di Luebo.
La provincia si trova nel Congo centrale.
Nel precedente ordinamento amministrativo del Congo (in vigore fino al 2015) la provincia non esisteva in quanto faceva parte della più ampia provincia del Kasai Occidentale.

## Geografia antropica

### Suddivisioni amministrative
La provincia del Kasai è suddivisa nelle città di Luebo (capoluogo) e Tshikapa (la città più grande) ed in 5 territori:
- territorio di Kamonia, capoluogo: Tshikapa;
- territorio di Dekese, capoluogo: Dekese;
- territorio di Mweka, capoluogo: Mweka;
- territorio di Ilebo, capoluogo: Ilebo;
- territorio di Luebo, capoluogo: Luebo.